# أوائل
الأوائل من الحروف:

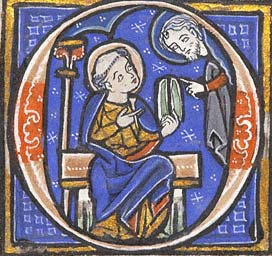
تأريخ حرف O بداية الكلمة

- عند الخطاطين، الحروف الرومية كبير القد يُبتدأ به فصل من كتاب أو نحوه.[2]
- الحروف الأولى من اسم علم أو كلمة عموما.[3]